# مسرح ماسيمو بيلليني

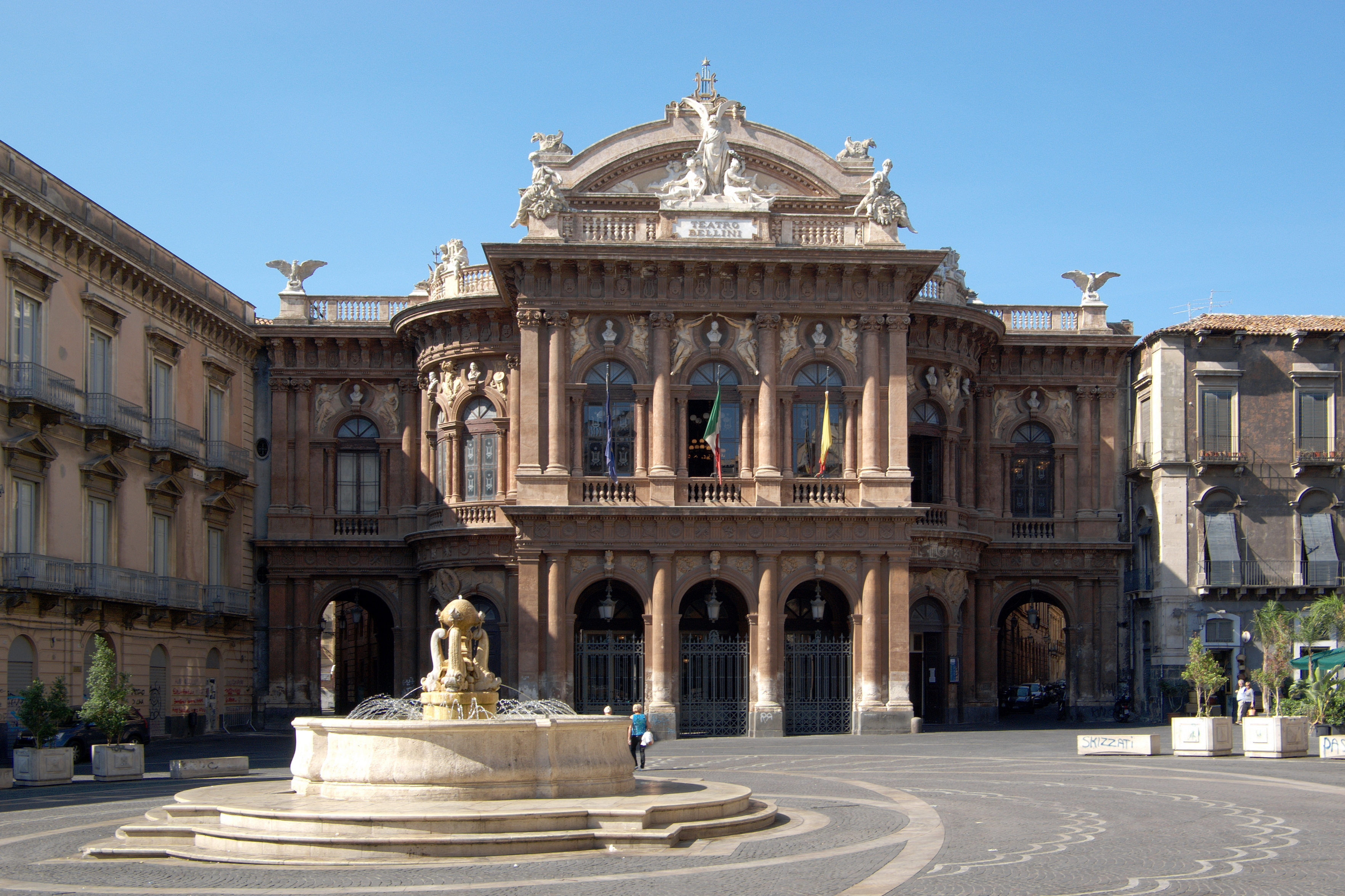
مسرح ماسيمو بيليني2012

مسرح ماسيمو بيليني هو دار للأوبرا في كاتانيا في صقلية جنوب إيطاليا. سمي تيمناً بالملحن المحلي المولد فينشينسو بيليني و الذي افتتح في 31 مايو 1890 مع أداء لتحفة المؤلف «نورما». يتسع المسرح لـ 1200 مقعد.